# Agata Yun Jeom-hye
Agata Yun Jeom-hye (ur. ok. 1778 w Hangamgae, zm. 4 lipca 1801 w Yanggeun) – koreańska męczennica i błogosławiona Kościoła katolickiego.

## Życiorys
Agata Yun Jeom-hye urodziła się ok. 1778 roku. Była siostrą Łucji Yun-hye i kuzynką Pawła Yun Yu-il. Nauczyła się katechizmu od matki i stała się katoliczką. Po męczeńskiej śmierci kuzyna przeniosła się do Seulu wraz z matką i udawała mężatkę. W 1797 roku otrzymała chrzest z rąk Jakuba Zhou Wenmo. Praktykowała surowe wyrzeczenia i żyła zgodnie z doktryną Kościoła. W 1801 roku została aresztowana i przewieziono ją do komendy policji, a następnie poddana wielokrotnym torturom i przesłuchaniom w siedzibie policji i w ministerstwie sprawiedliwości. Oddała swoje życie za wiarę 4 lipca 1801. Według legendy jej krew z poderżniętego gardła była biała jak mleko.
Jej beatyfikacji dokonał papież Franciszek 16 sierpnia 2016 w grupie 124 męczenników koreańskich.